# Африканская диаспора
Африканская диаспора — это совокупность людей африканского происхождения, преимущественно стран расположенных южнее Сахары (и следовательно принадлежащих к негроидной расе), проживающих географически вдали от «материнского континента» — Африки.
Диаспора включает афроамериканцев в Северной Америке (также афроканадцев), в странах Карибского бассейна и Южной Америки, а также потомков африканских мигрантов в Европе (таких как афронемцы или афроавстрийцы), в Азии и остальных странах мира.
Большая часть африканской диаспоры возникла в результате трансатлантической работорговли, при этом самая большая численность населения сегодня проживает в Бразилии (афробразильцы). Из-за особенно высокой доли людей в Бразилии, происходящих как от европейцев, так и от африканцев, очень немногие люди африканского происхождения видят себя частью африканской диаспоры и чаще подчеркивают собственную идентичность, возникшую в результате смешения различных культур.
Африканская диаспора обычно относится к общему культурному наследию этих людей или сообществ, их африканским корням или идентичности и соответствует афроцентрическому мировоззрению. Африканский союз определил это как сообщество «состоящее из людей африканского происхождения, которые живут за пределами континента, без ущерба для своего гражданства и национальности, и которые готовы внести свой вклад в развитие континента и в строительство Африканского союза».
Ряд сторонников панафриканизма считают некоторые коренные общины Малайского полуострова, Новой Гвинеи, Индии, Меланезии и Микронезии (дравидов, меланезийцев и т.д.) членами африканской диаспоры, поскольку те также являются темнокожими.